# Baryscapus orgyiae
Baryscapus orgyiae är en stekelart som beskrevs av Kostjukov 2001. Baryscapus orgyiae ingår i släktet Baryscapus och familjen finglanssteklar.
Artens utbredningsområde är Kazakstan. Inga underarter finns listade.